# Тібор Чік
Тібор Чік (угор. Tibor Csík; 2 вересня 1927 — 22 червня 1976) — угорський боксер, олімпійський чемпіон 1948 року. 

## Аматорська кар'єра
Олімпійські ігри 1948
- 1/16 фіналу. Переміг Мануель До Нісцементо (Бразилія)
- 1/8 фіналу. Переміг Сантьяго Ріверу (Перу)
- 1/4 фіналу. Переміг Джиммі Карратерса (Австралія)
- 1/2 фіналу. Переміг Хуана Евангеліста Венегаса (Пуерто-Рико)
- Фінал. Переміг Джовання Зуддаса (Італія)